# ملعب مدينة الملك عبد الله الاقتصادية
ملعب مدينة الملك عبد الله الاقتصادية، هو مشروع ملعب أُعلن عنه في ملف استضافة السعودية لكأس العالم 2034، يُتوقع افتتاحه في عام 2032م.
من المقرر بناء هذا الملعب الجديد في مدينة الملك عبد الله الاقتصادية، محافظة رابغ، على ساحل البحر الأحمر. ويتميز الملعب بتصميم متعدد الاستخدامات مع لمسات جمالية مستوحاة من الشعاب المرجانية المحلية. وخلال مرحلة ما بعد البطولة، سيُستخدم هذا الملعب لاستضافة مباريات كرة القدم وإقامة الحفلات الموسيقية والمعارض، وستُخصص المساحات المحيطة به للأنشطة المجتمعية.